# 제품 규격서
제품 규격서(product specifications)는 제품의 품질을 위해 개인의 차를 없애는 동질의 제품을 생산할 수 있도록, 다양한 종류의 제품을 규격 사항에 따라 분류하여 기록하는 문서를 말한다